# Charles Manson
Charles Milles Manson (Cincinnati, 12 november 1934 – Bakersfield (Californië), 19 november 2017) was een Amerikaanse crimineel. 
Manson was de sekteleider van de zogeheten Manson Family en werd bekend en berucht vanwege de veroordeling tot een levenslange gevangenisstraf wegens moord en aanstichting daartoe, in wat bekend is geworden als de zaak-Tate/La Bianca (ook wel: de Manson-moorden), die in 1969 veel aandacht trok.

## Biografie

### Jeugd
Charles Manson werd in 1934 geboren in Cincinnati in de staat Ohio. Toen hij dertien was, probeerde zijn moeder hem in een pleeggezin onder te brengen. Omdat dat niet lukte, werd hij op een kostschool gezet. Na een jaar liep Manson daaruit weg om terug te keren bij zijn moeder, die echter niets meer met hem te maken wilde hebben. De jonge Charles kwam nu op straat terecht en leefde voornamelijk van diefstal.
In 1951 werd Manson voor het eerst tot een gevangenisstraf veroordeeld wegens rijden in een gestolen auto. In 1954 werd hij wegens goed gedrag weer vrijgelaten.

### Huwelijk en kinderen
In januari 1955 trouwde Charles met de toen 17 jaar oude Rosalie Jean Willis. Manson en Willis besloten naar Californië te gaan, waar Manson al snel werd gearresteerd voor autodiefstal. In april 1955 werd Rosalie zwanger. Manson kreeg een voorwaardelijke straf, maar omdat hij niet verscheen op een hoorzitting werd hij begin 1956 alsnog gevangengezet. Kort hierna werd zijn zoon Charles Manson jr. (1956-1993) geboren. Rosalie verliet snel hierna met haar zoon de stad waar de Mansons woonden. In 1958 werd het huwelijk ontbonden.
In datzelfde jaar kreeg Charles Manson gratie. Een jaar later, in 1959, kreeg hij tien jaar voorwaardelijk voor het uitschrijven van vervalste cheques. Tijdens zijn proeftijd ontmoette Charles Manson een meisje, Leona, met wie hij spoedig zou trouwen.
Op 1 juni 1960 werd Manson aangehouden voor een bezoek aan een prostituee. Omdat hij nog in zijn proeftijd zat, moest hij zijn voorwaardelijke straf van 10 jaar alsnog uitzitten. Niet lang na zijn arrestatie beviel Leona van zijn tweede zoon, Charles Luther Manson. Rond dezelfde tijd scheidde zij van hem.

### Sekteleider
In 1967 kwam Manson, die inmiddels het grootste deel van zijn volwassen jaren in de gevangenis had doorgebracht, weer vrij. Hij verhuisde naar San Francisco, waar hij een groep hippies om zich heen verzamelde. Samen met zijn commune, door zijn volgelingen The Family genoemd, vertrok hij kort daarna naar Los Angeles. Aangetrokken door zijn charisma en profetische retoriek, sloten veel kwetsbare jongeren uit gebroken middenklassengezinnen zich bij The Manson Family aan. Onder hen veel jonge vrouwen, die hij als goeroe inwijdde in de flowerpower-filosofie van 'terug naar de natuur', vrije liefde, lsd en wilde orgieën. Al snel gedroeg Manson zich echter als een sekteleider die zijn volgelingen verplichtte om op rooftocht te gaan en hun bezittingen aan hem af te staan. Hij werd paranoïde en raakte steeds meer geobsedeerd door het Bijbelboek Openbaring en door The Beatles. Toen in november 1968 het White Album van The Beatles uitkwam, sloegen bij Manson de stoppen door. Met name in de nummers Revolution 1 en Helter Skelter (dat over een rit op een typisch Engelse pretparkglijbaan gaat) zag Manson de bevestiging van zijn apocalyptische voorspelling van een ophanden zijnde rassenoorlog en nucleaire aanval.

### Moordpartijen Tate/ La Bianca
In de nacht van 8 op 9 augustus 1969 drongen op instigatie van Manson vier sekteleden het huis van actrice Sharon Tate binnen. Buiten het huis was de 18-jarige Steve Parent, die op bezoek was geweest bij William Garretson, de conciërge van het huis, het eerste slachtoffer. Net toen hij in zijn auto het terrein wilde verlaten, werd hij door Tex Watson eerst met een mes aangevallen en vervolgens viermaal beschoten. In het huis werd Tate, de acht maanden zwangere echtgenote van Roman Polański, samen met drie aanwezige vrienden op brute wijze vermoord. Bij het verlaten van het huis werd in bloed het woord 'Pig' op de voordeur achtergelaten.
Een dag later werden de zakenman Leno La Bianca en zijn vrouw Rosemary in hun huis met mes- en vorksteken vermoord door zes sekteleden, onder wie Leslie Van Houten. Met het bloed van de slachtoffers werd op de muren 'Rise', 'Helter Skelter' en 'Death to Pigs' geschreven. De bedoeling was om de moordpartijen in de schoenen van Afro-Amerikanen te schuiven en zo een rassenoorlog te ontketenen.
Na de moorden vluchtte de 'Manson-familie' naar Barker Ranch in Death Valley. Manson vertelde zijn volgelingen dat de wereld zou vergaan en dat de Bottomless Pit, een onderaards paradijs dat zich onder Death Valley zou bevinden, de enige plek was waar ze veilig zouden zijn. Daar werden ze eind 1969 opgepakt. De auto waarin Manson wilde vluchten, staat nog steeds in de woestijn.

### Rechtszaak en veroordeling

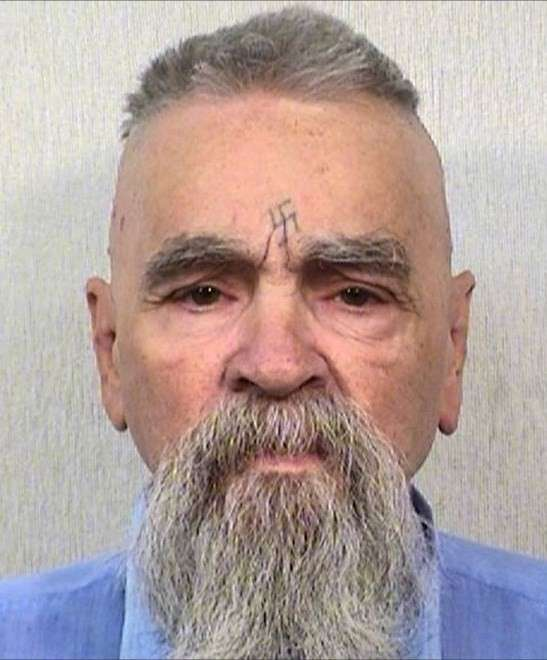
Charles Manson, augustus 2014

Omdat bij beide moordpartijen werd verwezen naar nummers van The Beatles, werden de zaken Sharon Tate en La Bianca in dezelfde rechtszaak behandeld. De 'Manson-familie' werd overigens ook van andere moorden verdacht. Om zijn verdediging te kunnen betalen, bracht Manson in maart 1970 het muziekalbum Lie: The Love and Terror Cult uit.
Tijdens het proces ontkende Charles Manson iemand te hebben vermoord en beweerde hij niet aanwezig te zijn geweest bij de moorden. Bij beide moordpartijen zou hij het huis waar de moorden waren gepleegd hebben verlaten, voordat de moorden gepleegd werden. Niettemin werd Manson in 1971 in zeven gevallen schuldig bevonden aan moord en ter dood veroordeeld. In 1972 werd zijn doodvonnis echter omgezet in levenslange gevangenisstraf, nadat het hooggerechtshof van Californië alle doodvonnissen ongeldig had verklaard.
Manson zat tot het einde van zijn leven gevangen. Al zijn verzoeken om gratie werden afgewezen. In 1986 verscheen hij met een op zijn voorhoofd getatoeëerd hakenkruis bij de commissie die moest oordelen over zijn gratieverzoek. Volgens sommige schattingen ontving Manson 60.000 brieven per jaar. Vaak waren de brieven afkomstig van mensen die zich bij de 'Manson-familie' wilden aansluiten.
In mei 2007 werd voor de elfde keer sinds 1978 een voorwaardelijke invrijheidstelling afgewezen. Hij was volgens de penitentiaire raad van Californië nog steeds een gevaar voor de samenleving.
In april 2012 deed de inmiddels 77-jarige Manson opnieuw een verzoek voor vervroegde vrijlating, maar ook dit twaalfde verzoek werd afgewezen. 'Kort voor zijn aanvraag om vervroegde vrijlating heeft hij nog tegen een psycholoog gezegd: "I am a very dangerous man" ("Ik ben een zeer gevaarlijk man"),' aldus John Peck, lid van het panel van de gevangenis dat moest oordelen over de vervroegde vrijlating van Manson.
In 2014 kondigde Manson zijn huwelijk aan met de 26-jarige Afton Elaine 'Star' Burton, een bewonderaarster die Manson al negen jaar regelmatig in de gevangenis opzocht. In 2015 werd dit huwelijk echter afgelast toen in de publiciteit beweerd werd dat Burton het voornamelijk wilde aanwenden om – samen met haar vriend – Mansons lichaam na diens dood tentoon te stellen.
In januari 2017 werd de inmiddels 82-jarige Manson opgenomen in Mercy Hospital in Bakersfield (Kern County, Californië) in verband met een maag-darmbloeding. Hij keerde op 6 januari 2017 terug naar de gevangenis. In november 2017 werd Manson opnieuw opgenomen in een ziekenhuis in Bakersfield. Daar stierf Manson op 19 november 2017. Hij werd 83 jaar.
Mansons volgelinge Leslie van Houten zag haar verzoek tot voorwaardelijke invrijheidstelling negentien keer afgewezen. De twintigste keer, in 2016, werd het door de commissie ingewilligd omdat ze een 'model-gevangene was', maar Jerry Brown, de gouverneur van Californië, draaide dat besluit terug. In 2018 gaf Brown aan ook een tweede aanbeveling naast zich neer te leggen. Op 12 juli 2023 is Leslie van Houten, na 50 jaar in de gevangenis, uiteindelijk vrijgelaten. Vanaf dat moment loopt ze 3 jaar voorwaardelijk vrij rond.

## In de media

### Boeken: non-fictie
- Vincent Bugliosi, de officier van justitie die Manson indertijd vervolgde, publiceerde in 1974 met Curt Gentry Helter Skelter: The True Story of the Manson Murders (W.W. Norton & Co, opnieuw uitgegeven als '25th Anniversary Edition' in 1994). Hierin wordt in meer dan 700 pagina's feitelijk beschreven hoe de moorden tot stand kwamen en hoe de processen verliepen, nadat de daders gearresteerd werden, in het bijzonder het moeizame proces tegen Manson, die zelf nooit een slachtoffer had vermoord.
- John Gilmore en Ron Kenner brachten Manson: The Unholy Trail of Charlie and the Family uit in 2000, een update van het eerder in 1971 uitgegeven The Garbage People.
- The Family (2002) van Ed Sanders probeert meer duidelijkheid te scheppen over het mogelijke hoe en waarom van de misdaden van Manson en zijn 'familie'.
- Jeff Guinn publiceerde in 2013 de biografie van Manson onder de titel Manson: the life and times of Charles Manson.

### Boeken: fictie
- De roman Het Schervengericht (2007) van A.F.Th. van der Heijden is grotendeels gebaseerd op de geschiedenis van de moord op Sharon Tate door aanhangers van Charles Manson. In het boek ontmoeten de filmregisseur (Remo Woodehouse) en de moordenaar (Scott Maddox) elkaar als ze in de Choreo-gevangenis in Californië opgesloten zijn.
- De roman De meisjes van Jesses (1973) van Louis Paul Boon, een onderzoek naar de tijdgeest.
- De roman De meisjes (The Girls, 2016) van de Amerikaanse schrijfster Emma Cline is losjes gebaseerd op de gebeurtenissen rond Charles Manson in 1969. De nadruk ligt op de psychologie van de jonge meisjes in de commune.

### Film en televisie
- Er is ook een stop-motion-animatiefilm uitgebracht over Charles Manson en zijn 'familie', genaamd Live Freaky! Die Freaky!. De stemmen zijn ingesproken door enkele bekende rocksterren, onder wie Billie Joe Armstrong (Charlie).
- Ook zijn er meerdere verfilmingen verschenen over de moorden en Charles Manson en zijn 'familie'. Helter Skelter uit 1976 is gebaseerd op het boek van openbare aanklager Vincent Bugliosi en laat vooral de speurtocht naar de daders en het proces zien. In 2004 kwam er een nieuwe versie uit waarin de nadruk meer ligt op Charles Manson en zijn 'familie' en hun leven vóór de moorden op Spahn Ranch.
- In de aflevering Merry Christmas Charlie Manson van de Amerikaanse animatieserie South Park is Manson een personage bekend als gevangene nummer 06660, klaarblijkelijk een verwijzing naar 666, het getal van het Beest.
- Charles Manson is een van de geportretteerden in de begingeneriek van de Amerikaanse televisieserie Criminal Minds.
- In de televisieserie Aquarius uit 2015 start een politiesergeant, gespeeld door David Duchovny, een onderzoek naar kruimeldief en ontluikende sekteleider Charles Manson, gespeeld door Gethin Anthony.
- In de serie American Horror Story komt Charles Manson voor in een aflevering van het seizoen Cult.
- Een scene van Quentin Tarantino’s negende film Once Upon a Time in Hollywood is gebaseerd op de moordpartij op Sharon Tate.
- In aflevering 5 van het tweede seizoen van de serie Mindhunter wordt Charles Manson in de gevangenis geïnterviewd door FBI agenten Bill Tench en Holden Ford.

### Muziek
- Het korte nummer Revolution Blues op het album On the Beach (1974) van Neil Young gaat over Manson en de 'familie' en is waarschijnlijk het eerste over dit thema. Het roept in bizarre beelden de visie van de Manson-aanhangers op. Young kwam Manson soms tegen in Laurel Canyon en vond hem een getalenteerde muzikant die zijn roeping gemist had.
- De bandnaam Marilyn Manson is een samentrekking van Marilyn Monroe en Charles Manson.
- Charles Manson en zijn sekteleden woonden in het voorjaar van 1968 enige tijd in huis bij Dennis Wilson, de drummer van The Beach Boys. Die band beloofde Manson en zijn mannen muzikaal te helpen. Manson nam in 1970 een album op, Lie: The Love and Terror Cult, waarin Beach Boys-invloeden hoorbaar zijn.[10]
- De band Down heeft een nummer geschreven genaamd Where I'm Going waarin Charles Manson als 'Charlie Bacon' voorkomt in de zin Charlie Bacon's eyes are looking through you, right to myself, wat betekent dat de persoon in dit lied zich voelt als Manson.
- De band Kasabian is vernoemd naar Linda Kasabian, de bestuurder van Mansons vluchtauto en later kroongetuige in de rechtszaak tegen Manson.
- Het nummer Sadie van de band Alkaline Trio gaat over Susan Atkins (in het nummer: Susan A.), aan wie Manson de nieuwe naam Sadie Glutz (Sadie G.) gaf, naar het Beatles-nummer Sexy Sadie. Manson komt er zelf ook in voor, in de regels the sentence may seem like a lifetime, a scream – that's curdling the blood they found on you – and your knives and clothing too – Charlie's broken .22.
- Het nummer A Murmur in Decrepit Wits van Aborted bevat een uitspraak die Charles Manson tijdens een interview deed.
- De Bostonse rapper Akrobatik verwijst naar Charles Manson in het nummer Front Steps Part II, een oproep tot zwarte emancipatie: You wouldn't say shit to Ted Danson / But if a brother's black, we act like Charles Manson.
- De ep Forever Since Breakfast van Guided by Voices dankt zijn naam aan een uitspraak van Charles Manson in een interview dat hem in 1981 werd afgenomen door Tom Snyder.[11]
- De Gangsta Rap-band N.W.A gebruikt Charles Manson als voorbeeld van criminaliteit. Ice Cube rapt in zijn deel van het nummer Straight Outta Compton het volgende: Here's a murder rap to keep you dancin', with a crime record like Charles Manson. Uit het nummer Natural Born Killaz, samen met Dr. Dre, komt de tekst So fuck Charlie Manson, I snatch him out his truck and hit him with a brick and I'm dancing. Hiermee wil hij zeggen dat ze zelf ook criminelen zijn en gevaarlijker dan Charlie Manson en zijn zogenaamde 'familie'.
- De thrashmetal/hardcoreband Suicidal Tendencies uit Los Angeles verwijst naar Charles Manson als metafoor voor psychische ziekte in het nummer You Can't Bring Me Down: You wouldn't know what crazy was if Charles Manson was eating fruit loops on your front porch.
- Het nummer Bwomp van de alternatieve metalband Mushroomhead bevat het zinnetje If It Was Up To Me I'd Free Charles Manson.
- De EBM/TBM-band Combichrist gebruikt audio-opnames van verklaringen van Charles Manson in het nummer Joy To The World.
- White Zombie gebruikte in het nummer Real Solution #9 samples (Yeah, I remember her saying I'm already dead en Well, today I have the courage to stand up and hold your hands in some stupid symbol... You're gonna get up and scream... You're gonna get up and burn an X in your head) uit een Prime Time Live-interview uit 1994 dat Diane Sawyer had met onder anderen Pat Krenwinkle.
- Op de cd You Give Love a Bad Name van GG Allin & The Holy Men (1987) staat een cover van Charles Mansons nummer Garbage Dump.[12]
- De Nederlandse hardcoreformatie Neophyte gebruikte in 1996 een van Charles Mansons bekendste uitspraken in het nummer None Of Ya Left: Believe me, if I start murdering people, there will be none of you left.
- Hardrockband Guns N' Roses heeft in 1993 Mansons nummer Look at your Game, Girl gecoverd op het album "The Spaghetti Incident?".
- Het nummer ATWA van de Amerikaanse metalband System of a Down gaat over Manson en diens beweging (Air Trees Water Animals).
- The trashmetalband Machine Head baseerde het nummer Night of Long Knives grotendeels op het verhaal van Manson.
- Het experimentele hiphoptrio Death Grips gebruikte in Beware een geluidsample van Manson die ondervraagd wordt, alsook verschillende verwijzingen in hun werk zoals het album Bottomless Pit en de vroege, niet-uitgebrachte ep Live from Death Valley.
- Op het album Rattle and Hum van U2 staat een liveopname van Helter Skelter. Vlak voor de uitvoering zegt Bono: This song Charles Manson stole from the Beatles, we're stealing it back.

## Trivia
- Op 5 september 1975 probeerde Lynette 'Squeaky' Fromme, lid van de 'Manson-familie', tevergeefs de Amerikaanse president Gerald Ford te vermoorden. Ze beweerde later dat ze slechts een boodschap had willen overbrengen. Het beoogde moordwapen, een Colt M1911-pistool, bevatte geen kogels.
- Manson was in de jaren 60 goede vrienden met Dennis Wilson van The Beach Boys.